# Saint-Blin
Saint-Blin è un comune francese di 368 abitanti situato nel dipartimento dell'Alta Marna nella regione del Grand Est.

## Società

### Evoluzione demografica
Abitanti censiti